# 托雷圣苏珊娜
托雷圣苏珊娜（義大利語：Torre Santa Susanna），是意大利布林迪西省的一个市镇。总面积55平方公里，人口10584人，人口密度192.4人/平方公里（2009年）。ISTAT代码为074019。